# Artamus leucorynchus
L'artamo pettobianco o rondine boschereccia pettobianco (Artamus leucorynchus (Linnaeus, 1771)) è un uccello passeriforme della famiglia Artamidae.

## Etimologia
Il nome scientifico della specie, leucorynchus, deriva dall'unione delle parole greche λευκος (leukos, "bianco") e ῥυγχος (rhynchos/rhunkhos, "becco"), col significato quindi di "dal becco bianco", in riferimento alla colorazione del becco: il nome comune di questi uccelli è anch'esso un riferimento alla livrea.

## Descrizione

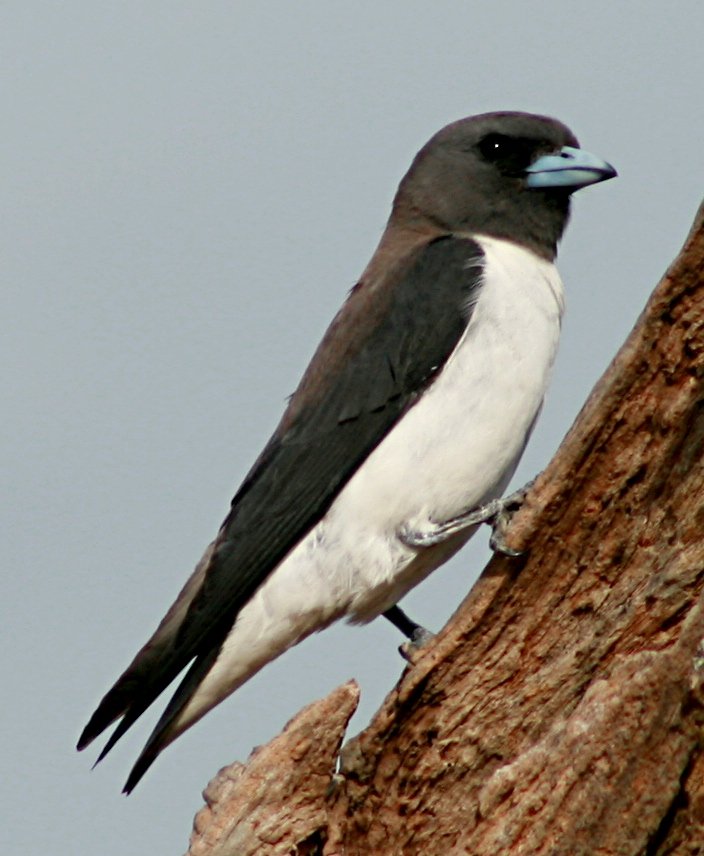
Esemplare nel Nuovo Galles del Sud.

### Dimensioni
Misura 17,5-19,5 cm di lunghezza, per 36-49,6 g di peso.

### Aspetto
Si tratta di uccelli dall'aspetto robusto, muniti di testa appiattita, corto becco conico, lunghe ali appuntite dalla base molto larga e corta coda squadrata, nonché di zampe piuttosto corte: nel complesso, soprattutto in virtù della colorazione, questi uccelli ricordano molto delle rondini dalla corta coda e dalla testa d'averla, e più in particolare possono essere confusi con l'affine artamo maggiore (che però presenta colorazione dorsale più scura), col quale vivono in simpatria in alcune zone.
Il piumaggio si presenta di color ardesia su testa, gola, dorso, ali e coda, con le ultime due parti più scure e tendenti al nerastro: petto, ventre, sottocoda e codione sono invece di color bianco candido (da cui il nome comune), così come bianca è la superficie inferiore delle ali. A seconda della sottospecie, possono essere presenti sfumature color lavanda nell'area dorsale oppure decise tonalità cannella o beige in quella ventrale.

Il dimorfismo sessuale è trascurabile.
Il becco, a differenza di quanto potrebbe far pensare il nome scientifico, non è bianco ma azzurrino, con margini e punta più scuri e tendenti al nero-bluastro: gli occhi sono invece di colore bruno scuro e le zampe sono grigio-nerastre.

## Biologia

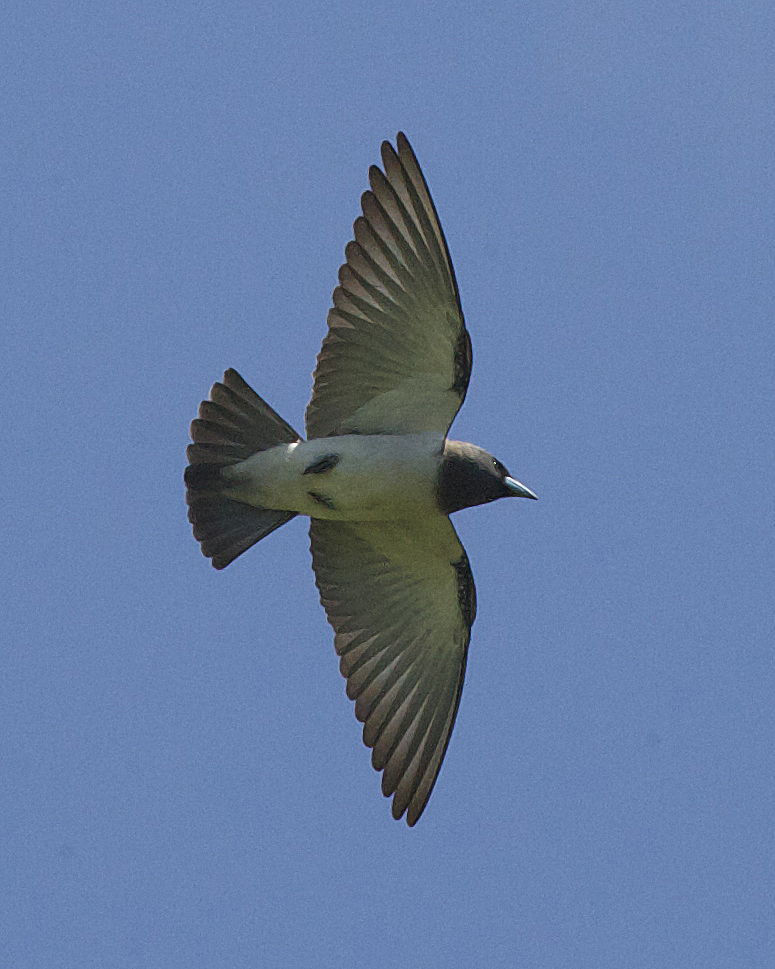
Esemplare fa lo Spirito Santo.

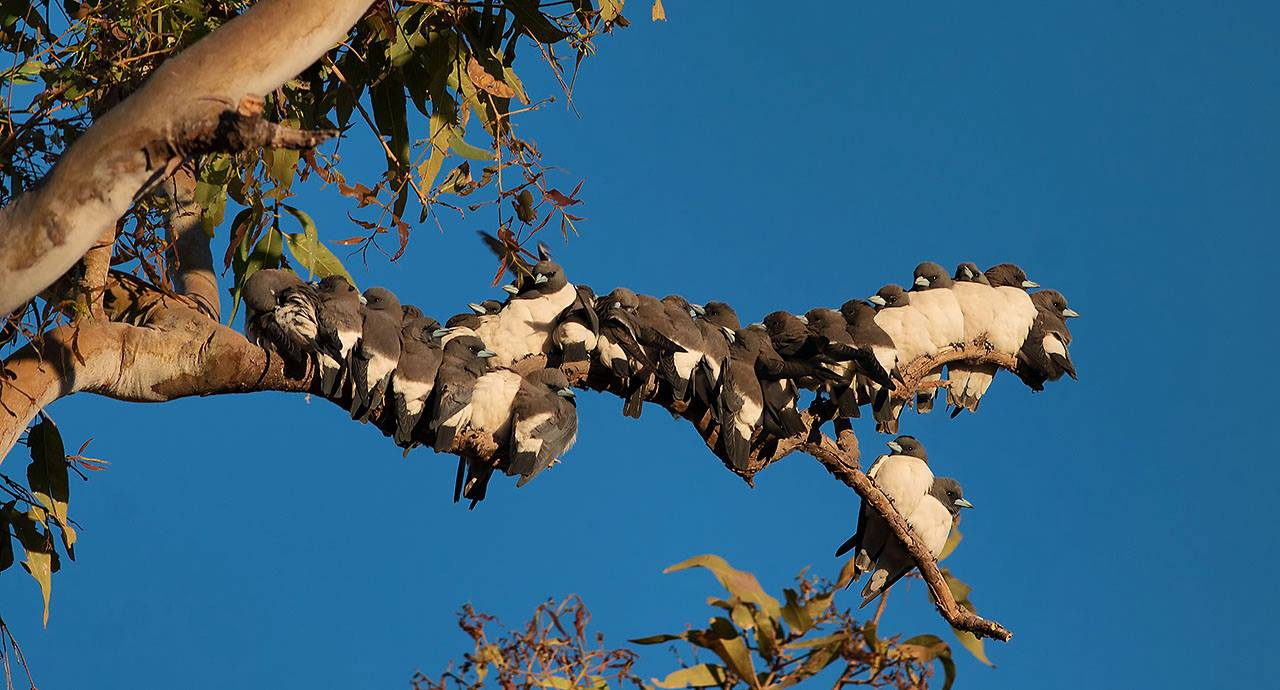
Stormo su un ramo nei pressi di Whyndham.

Si tratta di uccelletti piuttosto vivaci e dalle abitudini di vita prettamente diurne, che passano la maggior parte della giornata in volo alla ricerca di cibo, planando o rimanendo in osservazione da posatoi sopraelevati e scendendo in picchiata sulle prede, mentre sul far della sera essi si ritirano in posatoi riparati per passare la notte al sicuro da eventuali predatori.

L'artamo pettobianco è un uccello sociale, che vive in stormi che possono contare una ventina d'individui e che si dimostrano molto uniti, coi vari membri che si tengono costantemente in contatto mediante alti ed aspri richiami ed effettuano frequentemente la tolettatura reciproca: durante la notte, i membri di un gruppo tendono ad ammassarsi gli uni sugli altri su posatoi comuni, come rami o cavi sospesi.

### Alimentazione

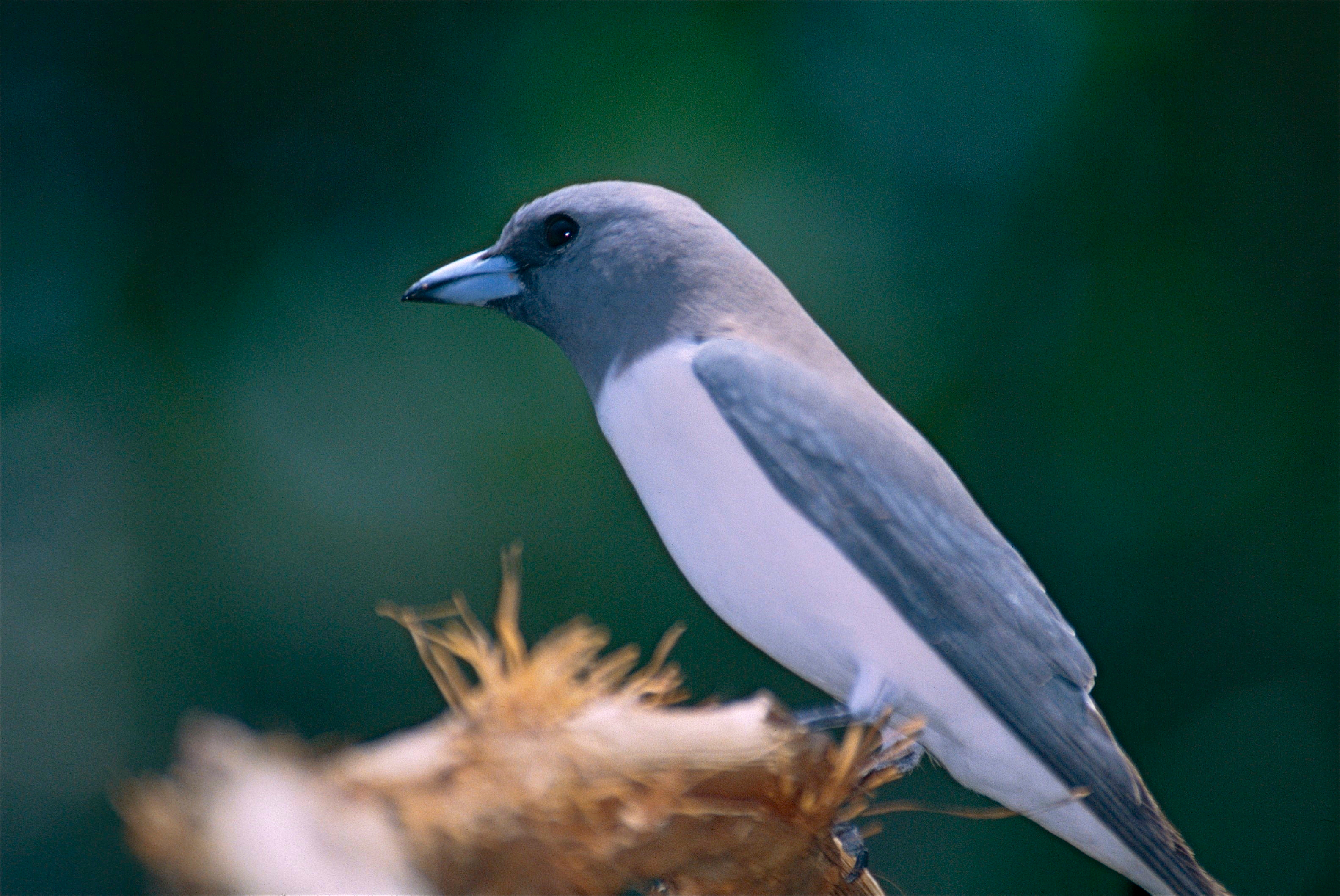
Esemplare si nutre in Australia.

La dieta di questi uccelli è in massima parte insettivora, componendosi perlopiù di insetti alati che vengono catturati in volo: l'artamo cenerino si nutre anche di altri piccoli invertebrati come ad esempio i ragni, mentre a dispetto del fatto che questi uccelli presentino lingua setolosa (generalmente associata ad una componente nettarivora della dieta) essi non sono sinora stati osservati suggere il nettare dai fiori.

### Riproduzione

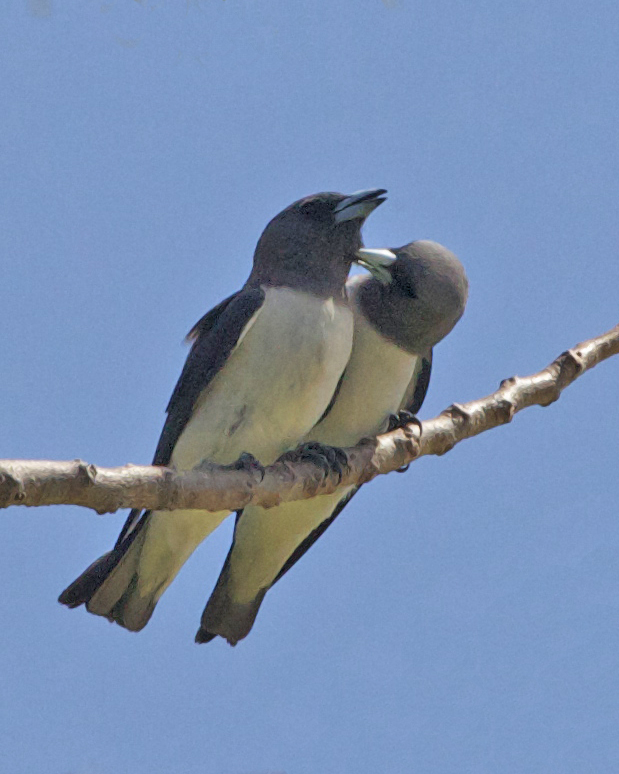
Coppia effettua grooming a Nusa Dua.

La stagione riproduttiva va da marzo a giugno nell'emisfero boreale e da agosto a febbraio in quello australe: la rondine boschereccia pettobianco è un uccello rigidamente monogamo, i cui partner collaborano sia nella costruzione del nido che nella cova e nelle cure parentali. Questi uccelli tendono a divenire territoriali durante la riproduzione, scacciando energicamente eventuali intrusi dai dintorni del nido tramite richiami d'allarme e picchiate simulate.

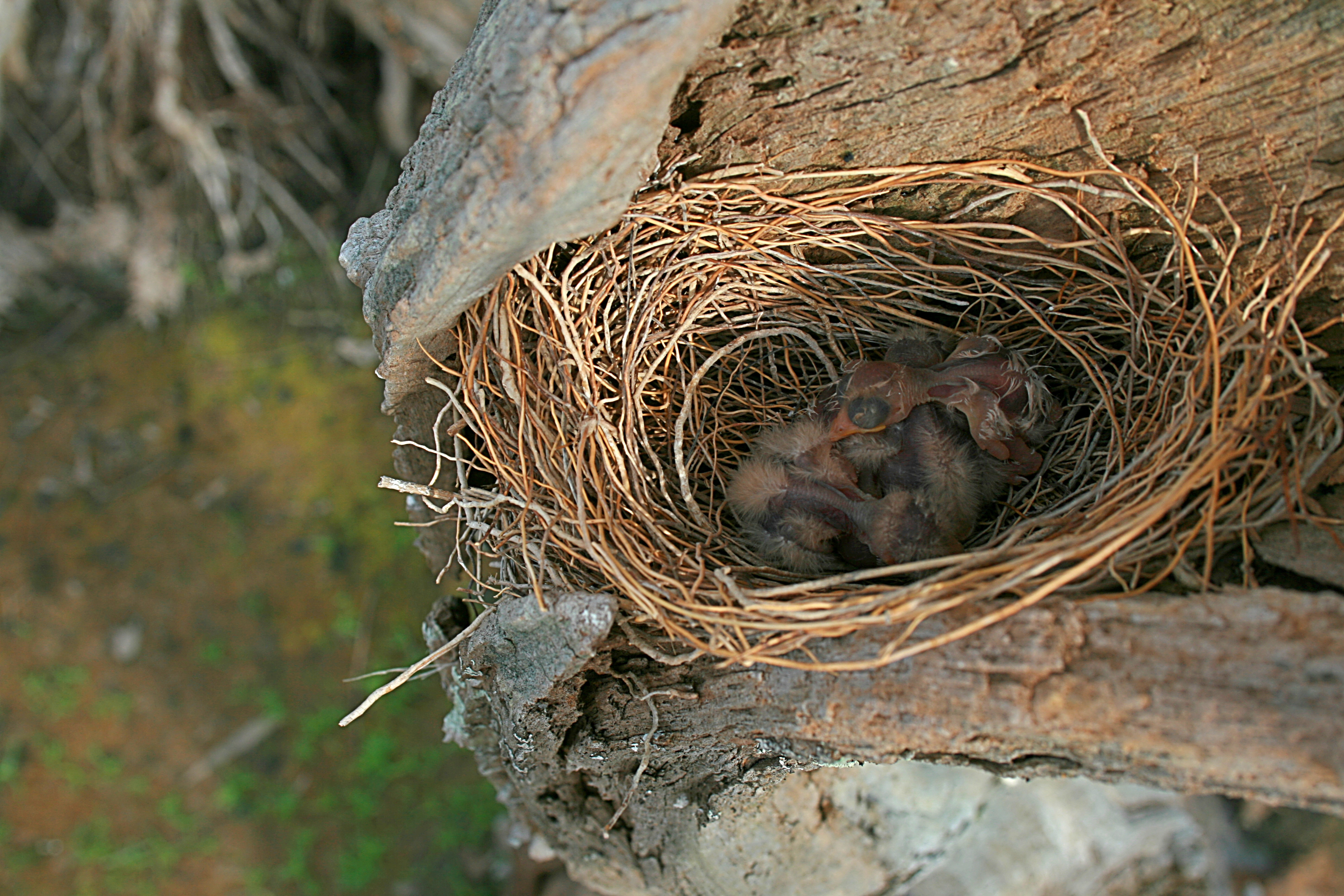
Nido con pulli in Australia.

Il nido, a forma di coppa, viene costruito da ambedue i sessi intrecciando in maniera grossolana fibre vegetali su di un albero (generalmente alla biforcazione di un ramo o sul moncherino di un ramo spezzato): al suo interno la femmina depone 2-4 uova, che essa cova alternandosi col maschio per circa una ventina di giorni.

I pulli schiudono ciechi ed implumi, e passeranno almeno tre settimane prima che essi si arrischino all'esterno del nido: l'involo avviene attorno al mese di vita, tuttavia è raro che i giovani si allontanino immediatamente dai genitori, rimanendo nei pressi del nido ancora per una decina di giorni.

## Distribuzione e habitat

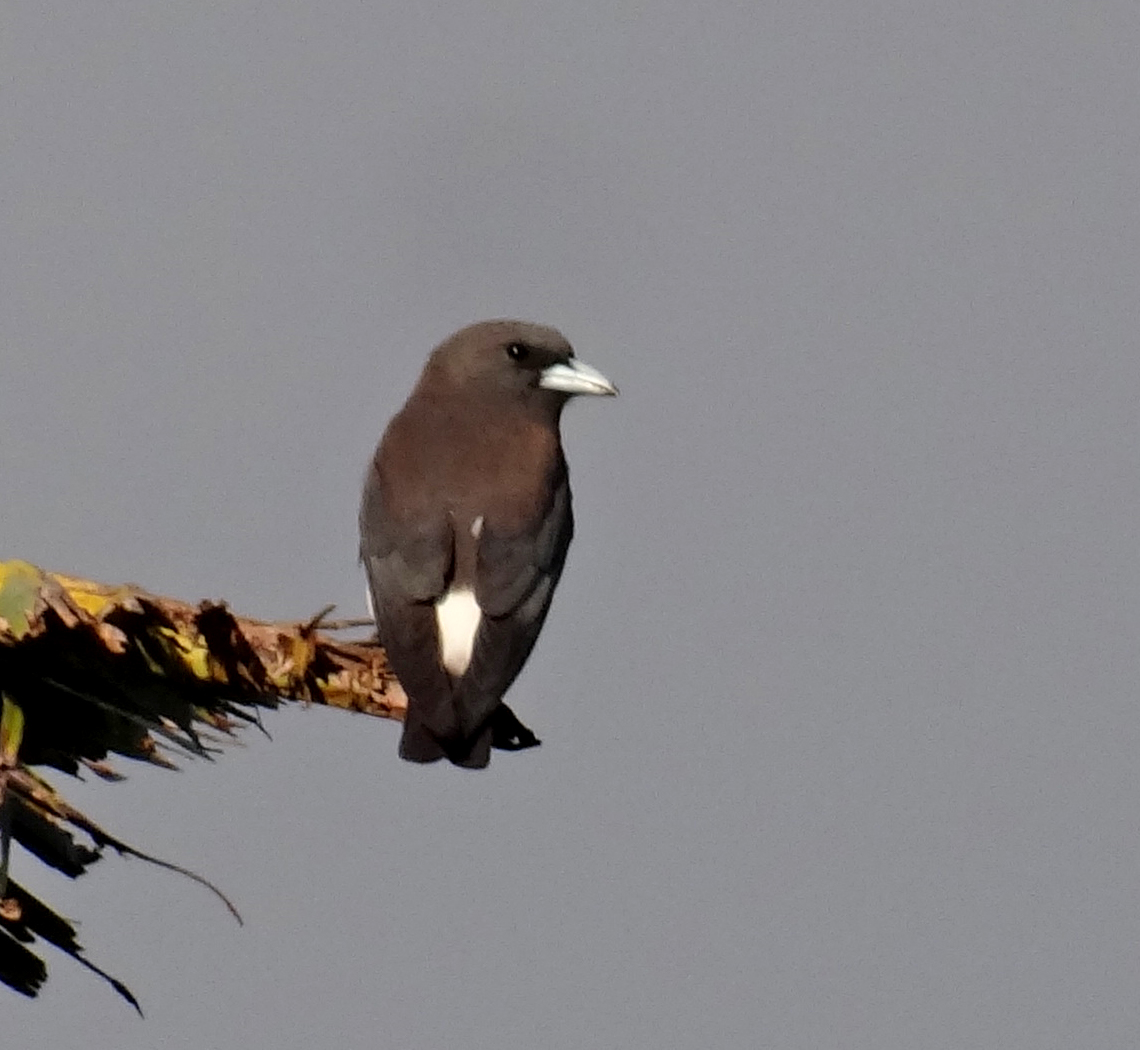
Esemplare a Bali.

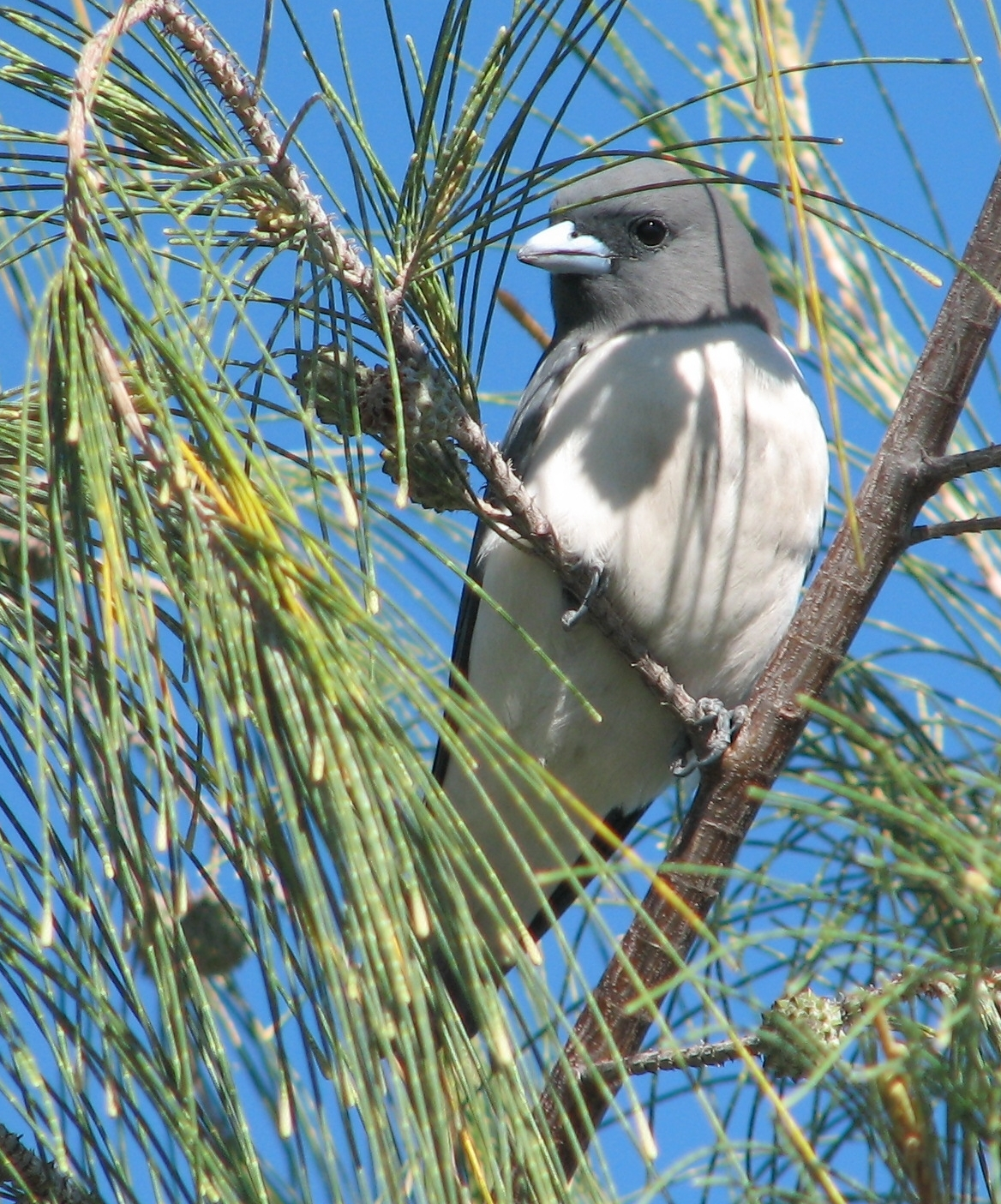
Esemplare su una casuarina nel Queensland.

L'artamo pettobianco occupa un areale piuttosto vasto, che abbraccia gran parte dell'Insulindia e dell'Oceania, estendendosi dalle Andamane ad ovest alle Vanuatu ad est, attraverso la penisola malese, gran parte delle isole indonesiane maggiori e minori, le Filippine, Palau, la Nuova Guinea (ad eccezione delle aree montuose centrali), la costa settentrionale e tutta la porzione centro-orientale dell'Australia e la Nuova Caledonia.
Generalmente residente, nelle aree più secche del proprio areale (in particolare in Australia) la specie può mostrare comportamenti nomadici e dar luogo a delle migrazioni stagionali legate alla ricerca d'acqua.
L'habitat di questi uccelli è rappresentato dalle aree aperte con presenza di alberi isolati e dalla boscaglia rada: essi frequentano inoltre i mangrovieti e le aree coltivate, spingendosi nelle zone periferiche delle aree urbane.

## Tassonomia
Se ne riconoscono nove sottospecie:
- Artamus leucorhynchus leucorhynchus (Linnaeus, 1771) - la sottospecie nominale, diffusa in Borneo e alle Filippine, oltre che alle Natuna, alle Sulu e alle Derawan;
- Artamus leucorhynchus pelewensis Finsch, 1876 – endemica di Palau;
- Artamus leucorhynchus amydrus Oberholser, 1917 – diffusa nella costa sud-occidentale della penisola malese oltre che nelle isole di Sumatra, Bangka, Giava, Masalembu, Bali e Kangean;
- Artamus leucorhynchus humei Stresemann, 1913 – endemica delle isole Coco e Andamane;
- Artamus leucorhynchus albiventer (Lesson, 1831) – diffusa a Sulawesi e Peleng, oltre che nelle Piccole Isole della Sonda da Lombok a Timor e Wetar;
- Artamus leucorhynchus musschenbroeki Meyer, 1884 – endemica delle isole Babar e Tanimbar;
- Artamus leucorhynchus leucopygialis Gould, 1842 – diffusa alle Molucche, in Nuova Guinea, nelle isole Aru ed in Australia;
- Artamus leucorhynchus melaleucus (Wagler, 1827) – endemica della Nuova Caledonia e delle isole della Lealtà;
- Artamus leucorhynchus tenuis Mayr, 1943 – endemica delle isole Banks.

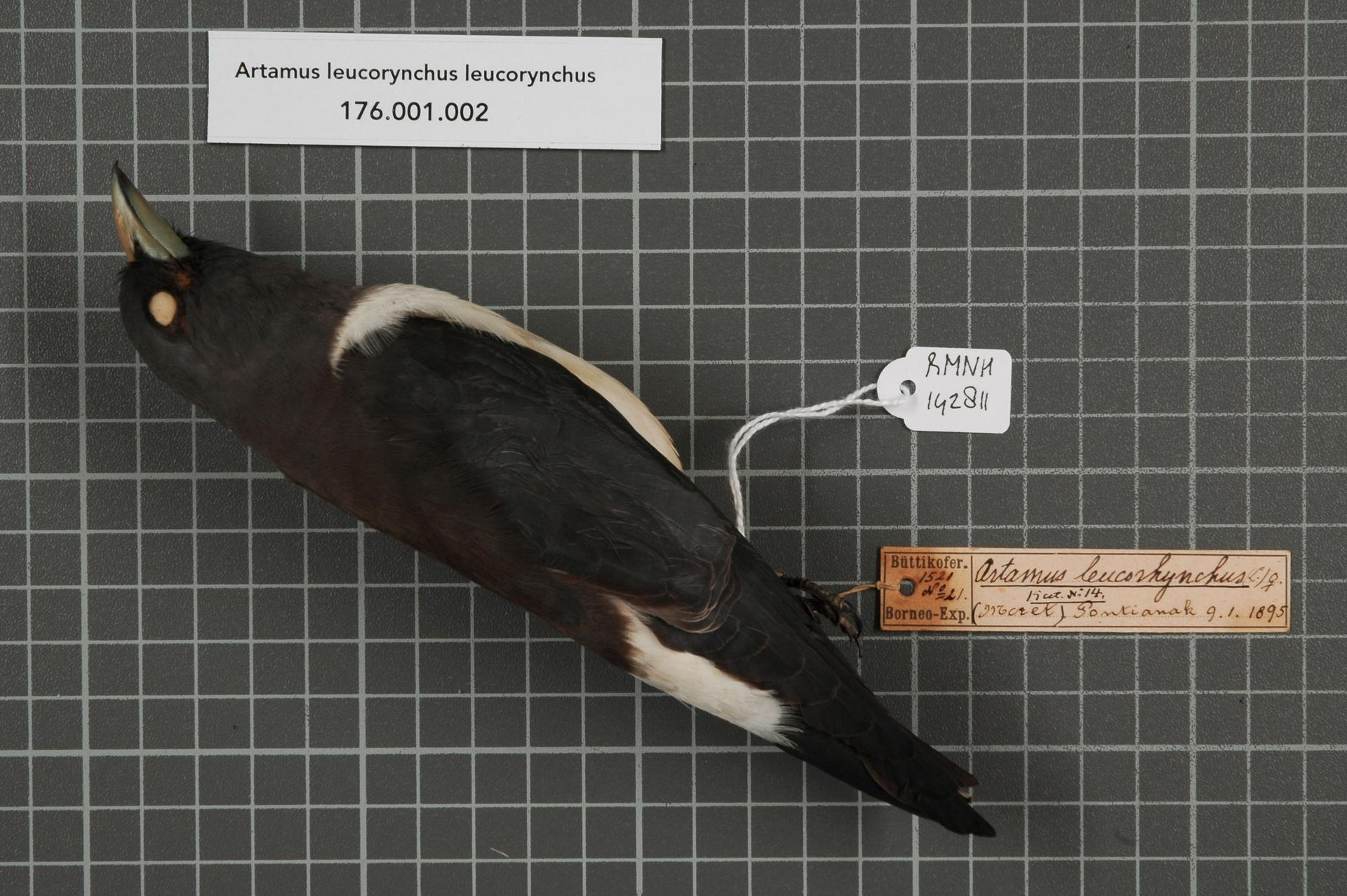
Esemplare impagliato della sottospecie nominale.
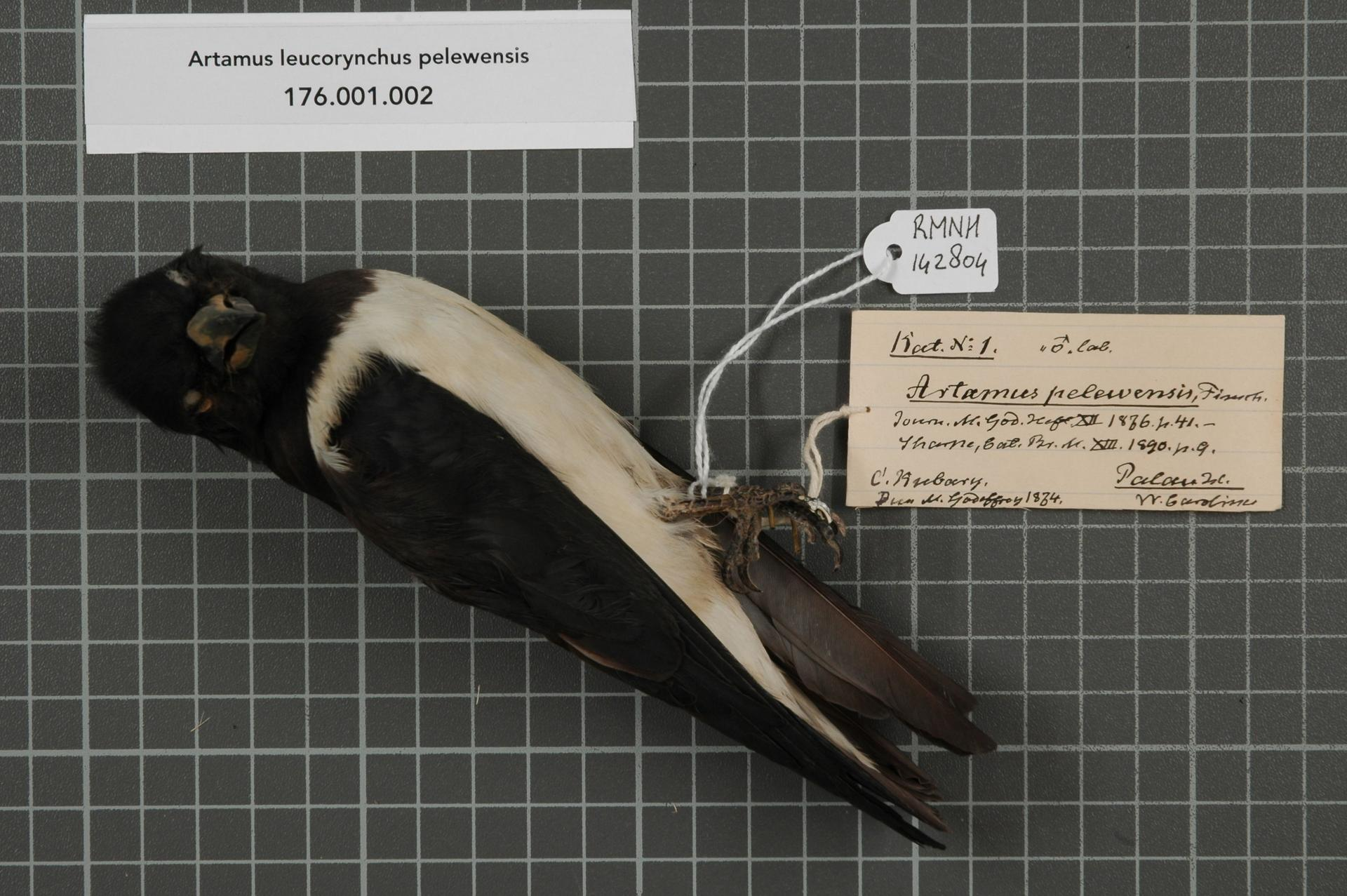
Esemplare impagliato della sottospecie pelewensis.
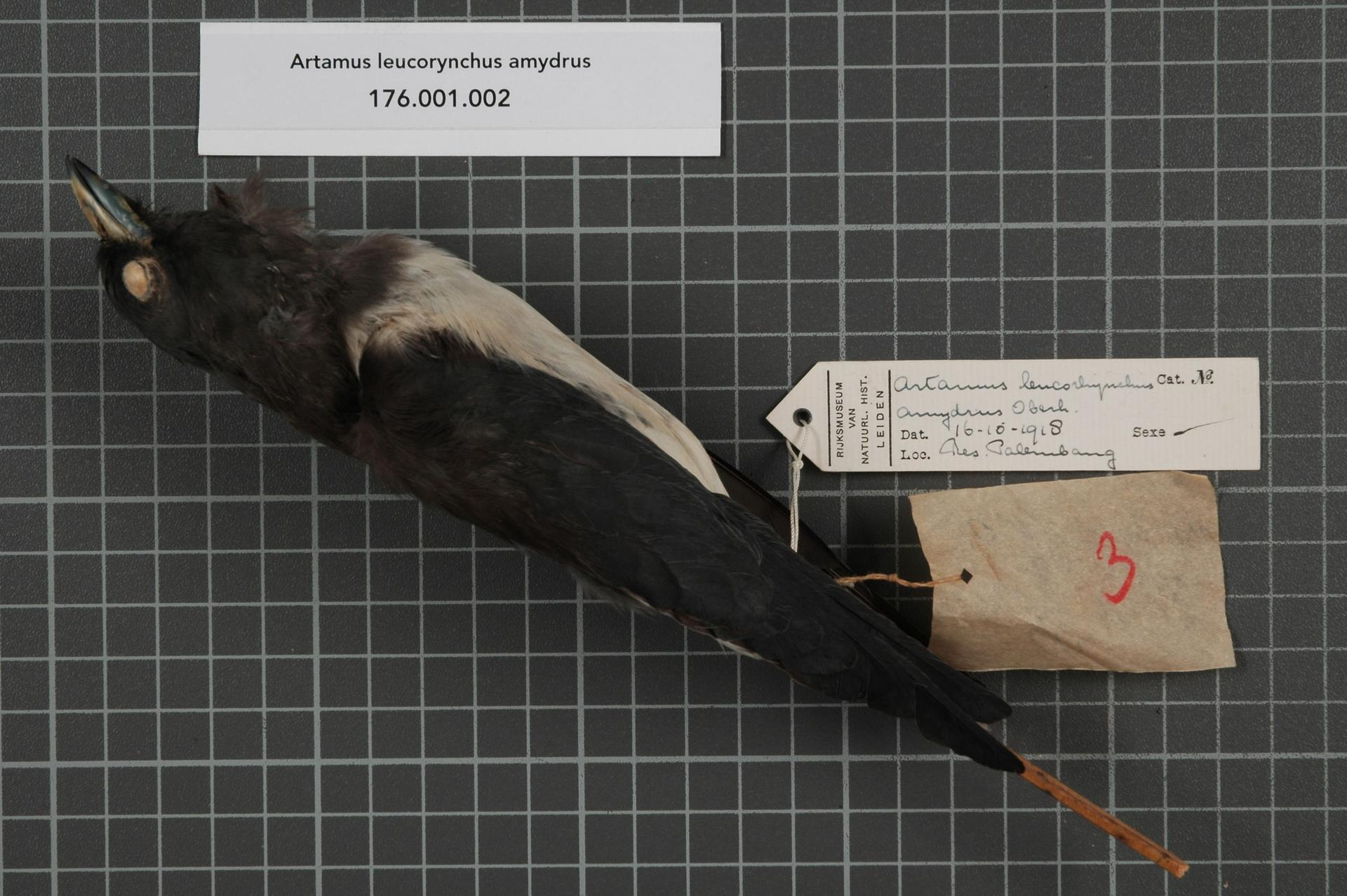
Esemplare impagliato della sottospecie amydrus.
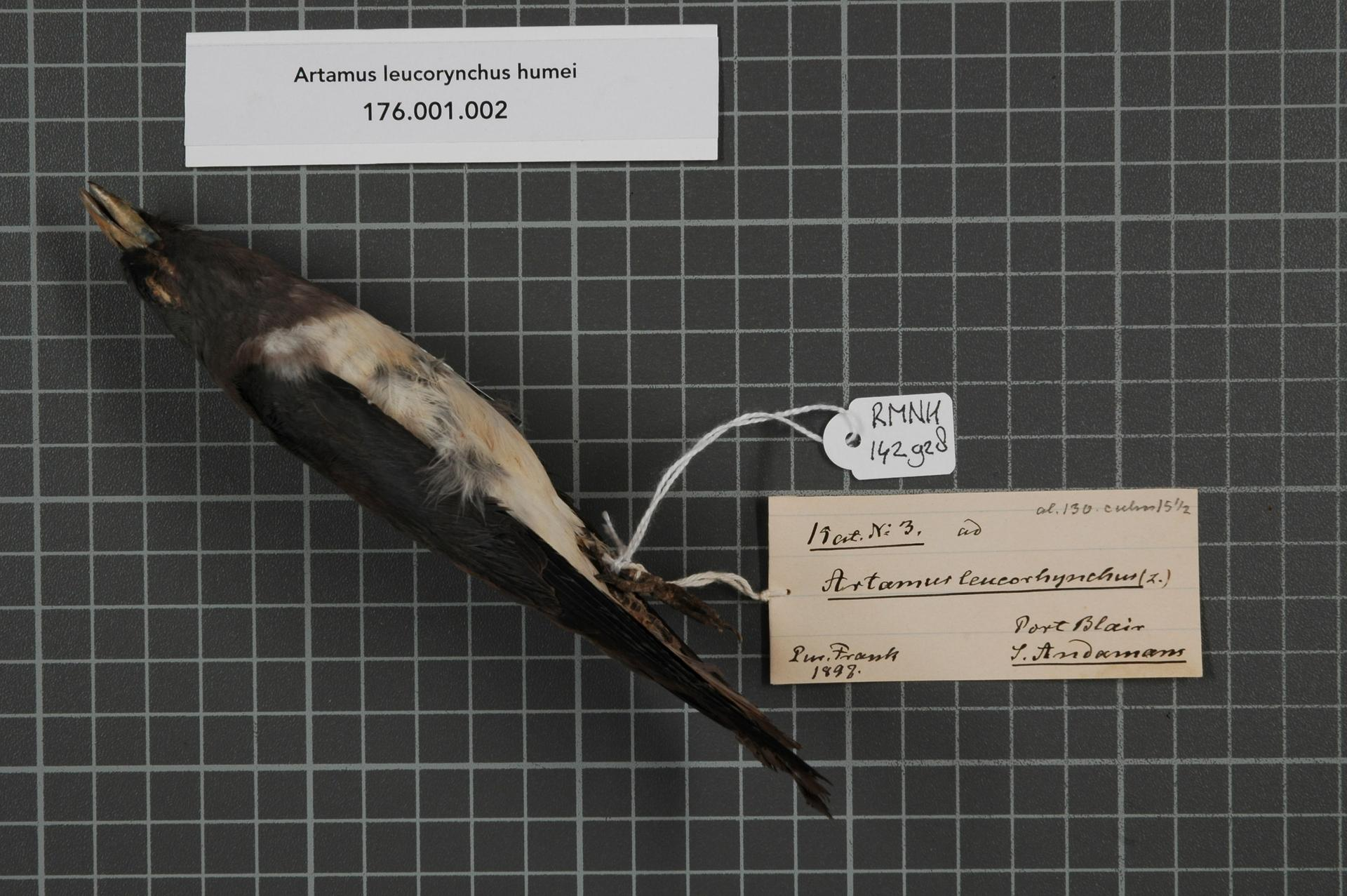
Esemplare impagliato della sottospecie humei.
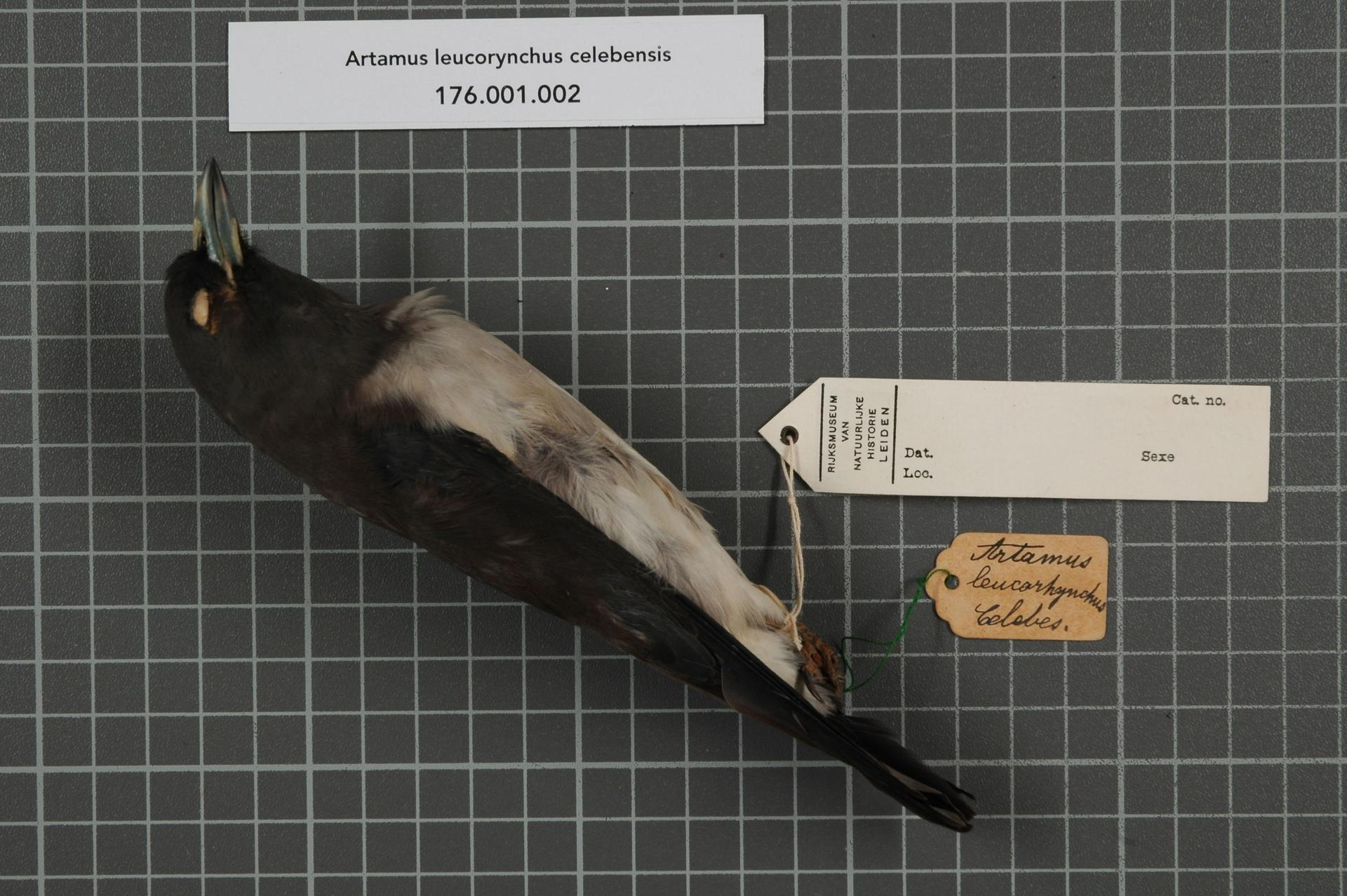
Esemplare impagliato della sottospecie albiventer.
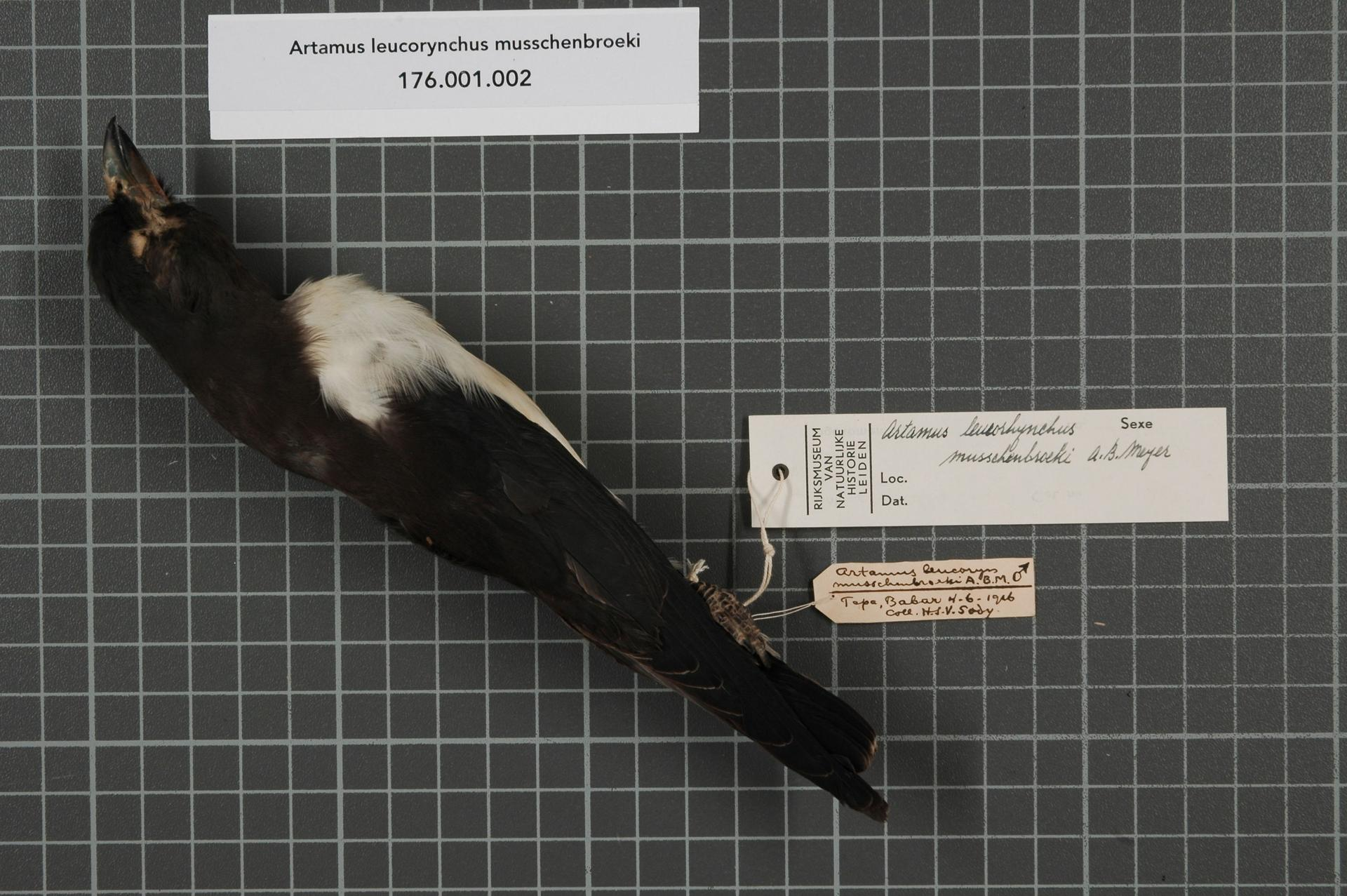
Esemplare impagliato della sottospecie musschenbroeki.
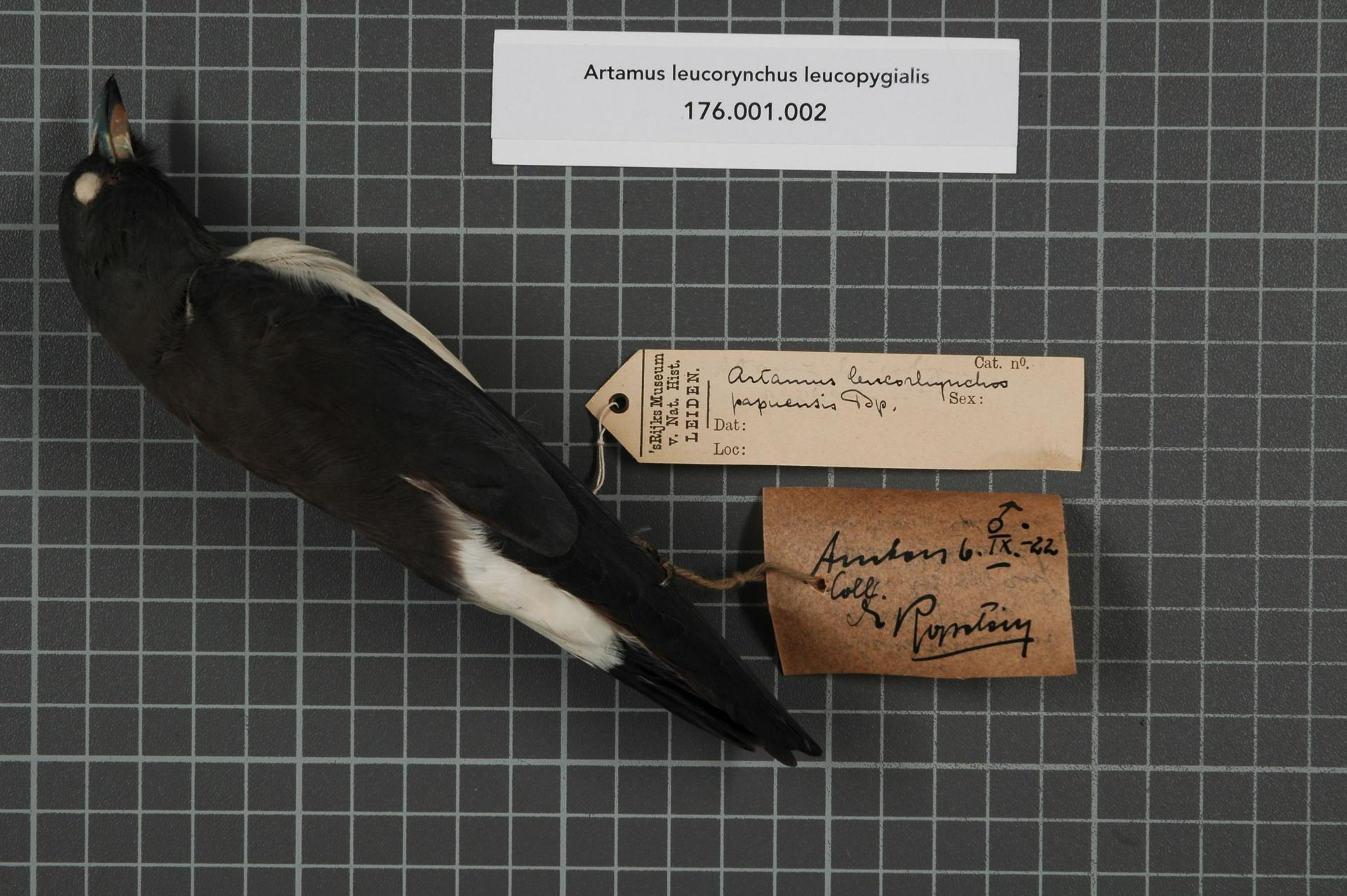
Esemplare impagliato della sottospecie leucopygialis.
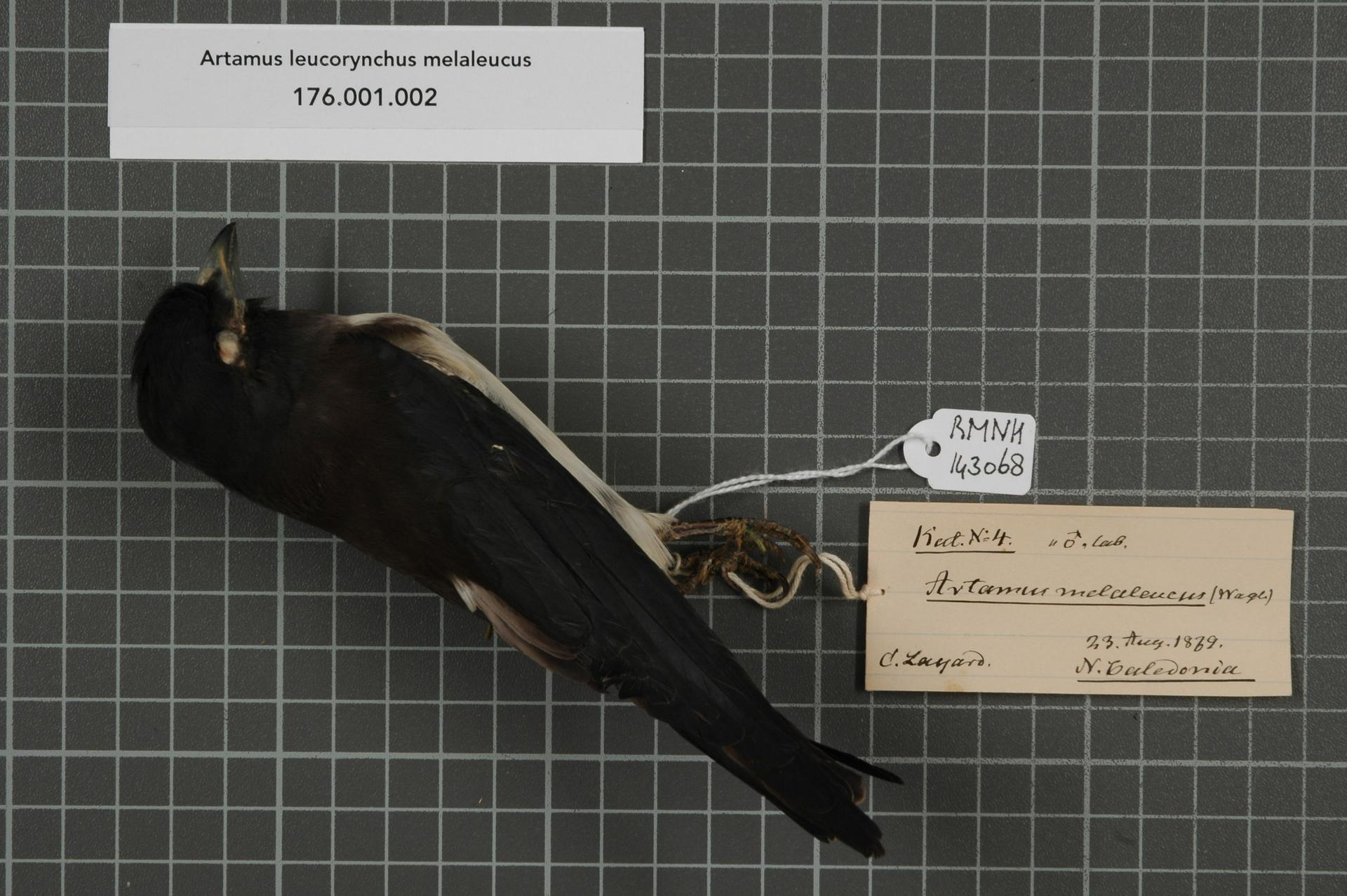
Esemplare impagliato della sottospecie melaleucus.

Alcuni autori riconoscerebbero inoltre le sottospecie celebensis di Sulawesi e longipennis delle isole Banggai (ambedue sinonimizzate con albiventer), mentre altri sarebbero propensi a classificare l'affine artamo delle Figi come sottospecie dell'artamo pettobianco col nome di A. l. mentalis.